# RIH (Unternehmen)

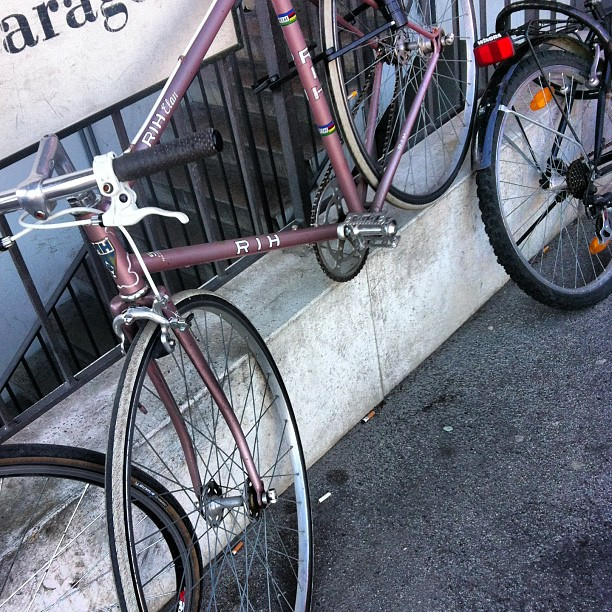
RIH Elan

RIH ist eine niederländische Fahrradmarke.

## Geschichte
Das Unternehmen wurde 1921 durch die Gebrüder Joop und Willem Bustraan im Amsterdamer Stadtteil Jordaan gegründet und begann an der dortigen Eerste Boomdwarsstraat und ab 1928 an der Westerstraat mit der Fertigung von Rennrädern. Joop Bustraan selbst war auch als Radrennfahrer und Schrittmacher aktiv.
RIH erlangte einige Bekanntheit, da eine Zahl von Radrennfahrern mit Rennrädern dieses Herstellers agierten. Bis 2011 wurden 63 Weltmeisterschafts- und Olympiatitel mit Rädern dieser Marke erlangt. Mit dem Aufkommen der großen, gesponserten Radsportteams wurden  die Erfolge weniger. Der Sponsor entschied fortan über die Art des eingesetzten Materials und nicht mehr der einzelne Fahrer selbst.
Durch eine enge Verbindung zu dem niederländischen Radsportverband Koninklijke Nederlandsche Wielren Unie (KNWU), in dem RIH sich zwischen 1989 und 1996 als Materialsponsor betätigte, konnte das Unternehmen an alte Erfolge anknüpfen; im Jahre 1990 erlangte Leontien van Moorsel ihren ersten Weltmeistertitel in der Einerverfolgung. Ingrid Haringa wurde 1991 Weltmeisterin im Sprint und 1991, 1993 und 1994 Weltmeisterin im Punktefahren.
Im Jahre 1972 ging RIH eine Zusammenarbeit mit der Covè Fahrradfabrik in Venlo ein. Covè erwarb hierdurch das Recht, Fahrräder mit dem Namen RIH auf den Markt zu bringen. In den Fabrikgebäuden in Amsterdam werden bis heute noch Fahrradrahmen und Rennräder gebaut.

## Trivia
Der Name RIH geht zurück auf die Figur des Pferdes Rih aus den Romanen von Karl May.